# Neustadt an der Waldnaab
Neustadt an der Waldnaab (oficialment: Neustadt a.d.Waldnaab) és una ciutat alemanya. Està situada al nord de l'estat federat de Baviera i és la seu de l'administració del districte de Neustadt an der Waldnaab.

## Història

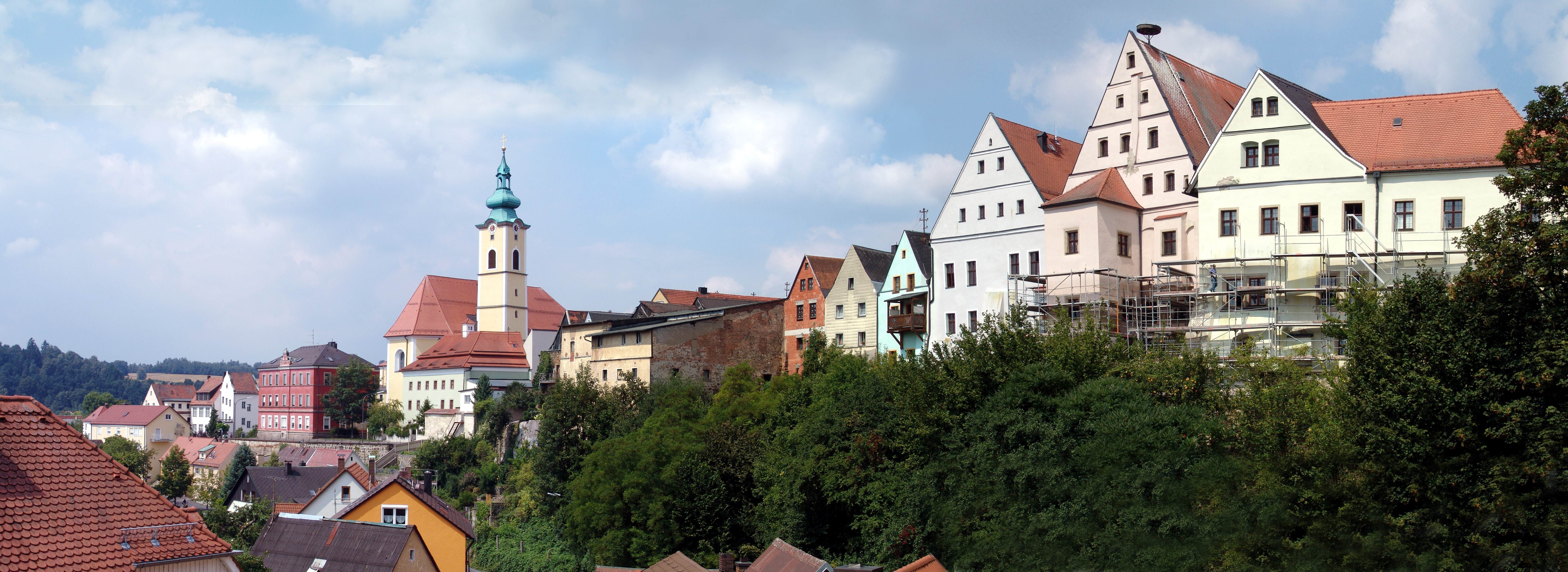
El centre històric vist des del riu Floß

### Primer esment en un document oficial
Neustadt es va esmentar per primera vegada en un document oficial com a Nova Civitas quan la ciutat es va empenyorar a Heinrich von Ortenburg l'any 1218.

### Història del nom
Al llarg dels segles hi havia diversos noms. Alguns són:
- 1232 – Nova civitas: "Ciutat nova" en llatí
- 1339 – Neustat vor dem Wald
- 1353 – Neuenstatt
- 1463 – Neustädtlein
- 1514 – Niuwenstat an der Waldnab
- 1557 – Neuenstätlein
- 1792 – Neustadt an der Waldnaab: Nom actual, és alemany i vol dir "ciutat nova del Waldnaab"

### Evolució demogràfica
Creixement de la població de Neustadt des de 1840

## Geografia

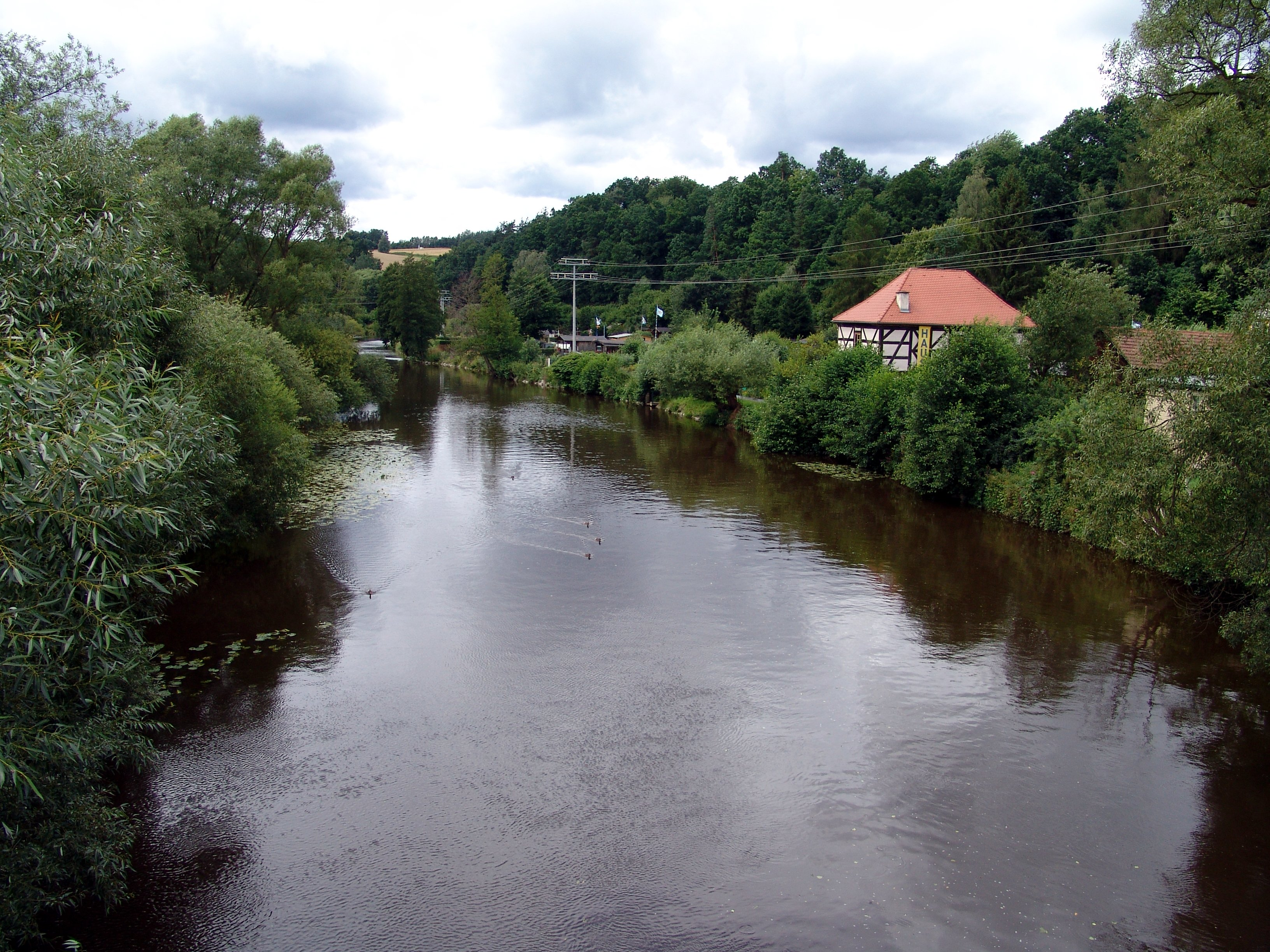
El riu Waldnaab, prop de Schießstätte (Neustadt)

Neustadt està situada al paisatge Oberpfälzer Wald (bosc de l'Alt Palatinat) al centre del parc natural Nördlicher Oberpfälzer Wald prop de la desembocadura del riu Floß al riu Waldnaab. El centre històric de la ciutat es troba a roques de gneis enmig dels dos rius. Els nous barris es van néixer al costat en forma d'un semicercle.
Ciutats veïnes:
- Weiden in der Oberpfalz
- Altenstadt an der Waldnaab
- Theisseil
- Störnstein

## Política

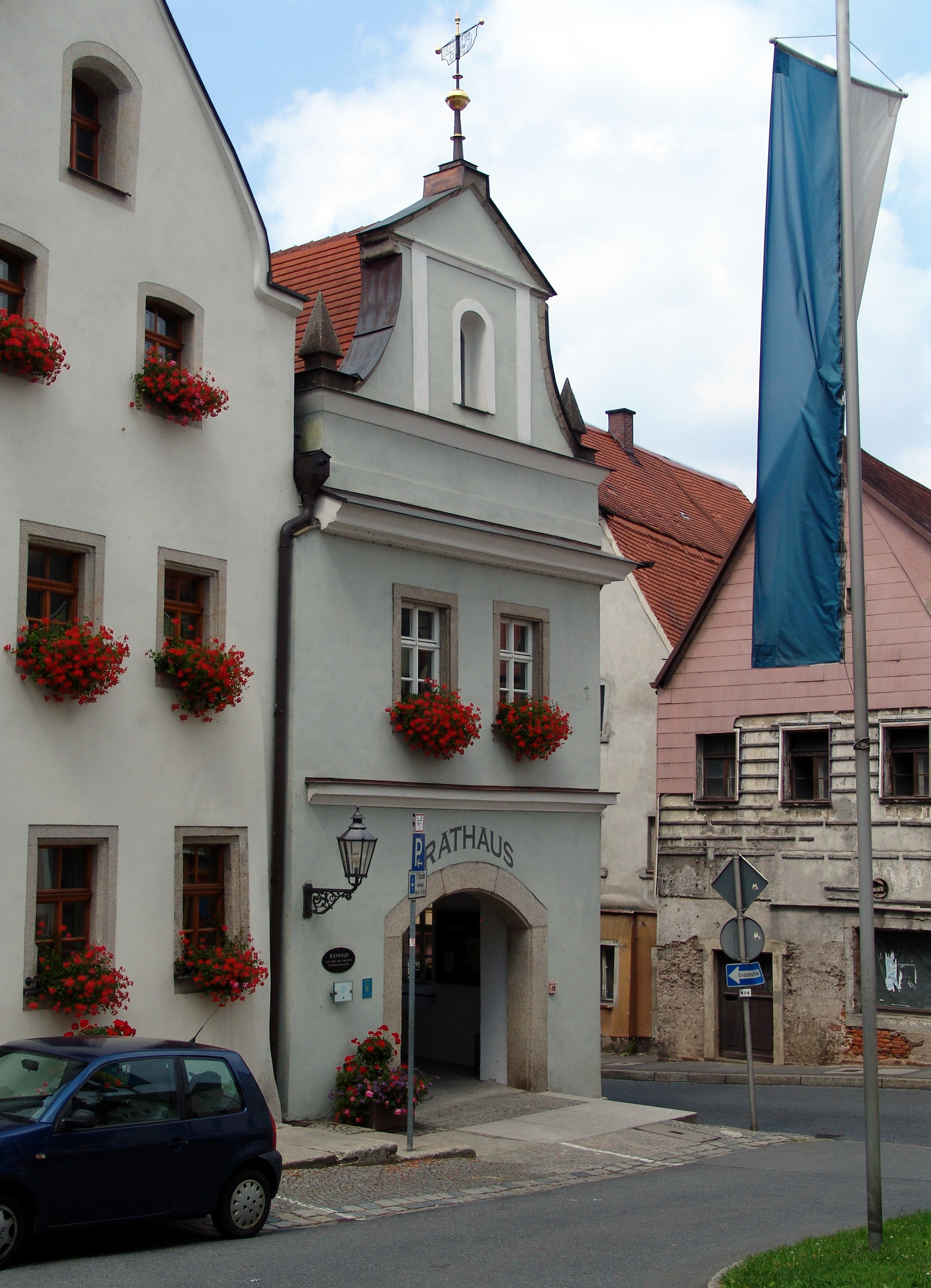
Rathaus (ajuntament)

### Ajuntament
L'ajuntament consisteix en el batlle principal i 20 regidors. Des de l'1 de maig de 2008 hi ha 10 regidors del partit CSU, 7 del SPD, i 3 dels Freie Wähler (FWG):
- Arnold, Josef (CSU)
- Bayer, Ludwig (CSU)
- Brewitzer, Mathias (FWG)
- Eiszrich, Christian (CSU)
- Fritsch, Ludwig (CSU)
- Fröhlich, Gabriele (CSU)
- Hauer, Thomas (CSU)
- Knauer, Bernhard (CSU)
- Korsche, Alexander (CSU)
- Maier, Heinrich (CSU)
- Neubauer, Dieter (SPD)
- Neupert, Achim (SPD)
- Schmid, Hermann (FWG)
- Schmidberger, Karl (SPD)
- Schubert, Heribert (SPD)
- Schwarz, Oskar (SPD)
- Steiner, Gerhard (FWG)
- Werner, Gerd (SPD)
- Witt, Franz (SPD)
- Zehrer, Alois (CSU)

### Batlle
El batlle actual es diu Rupert Troppmann i és del partit CSU. Els seus predecessors eren Gerd Werner (SPD), Anton Binner (CSU) i Hans Trottmann (SPD). L'alcalde adjunt és Heinrich Maier (CSU).

### Escut

L'escut amb el Sant Martí de Tours

L'escut mostra el Sant Martí de Tours, el patró de la ciutat, cavalcant i donant la meitat de la seva capa a un captaire. El fons de l'escut és vermell.

### Amistats
- Neustadt in Europa
- Gödöllö

## Cultura i Arquitectura

### Música
- Musikschule Neustadt e.V. (escola de música): S'organitze com a associació cultural inscrita al registre (e.V.) i ofereix classes de diversos instruments (com ara guitarra, piano, teclat, clarinet, guitarra elèctrica, acordió…) i classes de cant. A més hi ha corals de diversos tipus i una banda d'instruments de vent per a joves (Jugendblaskapelle). 
 Les aules pròpies de l'escola estan localitzats al soterrani de la "sala de la ciutat" (Stadthalle), però l'escola també ofereix cursos a altres localitat del districte. 
 De moment (principi de 2010) la Junta Directiva consisteix en Dr. Peter Gerhold, Lutz Nolte, Hildegard Strutz, Brigitte Barg-Kues i Andreas Hagemann.

### Esports
Associacions:
- DJK Neustadt: Bàdminton, futbol, bàsquet, tennis, voleibol, esquí, tennis de taula, atletisme, gimnàstica
- ASV Neustadt: Futbol, tennis, gimnàstica, esquí
- Schützenfreunde Eichenlaub Neustadt: Tir olímpic
- Eisstockfreunde ESF Neustadt: Eisstock

### Edificis destacats

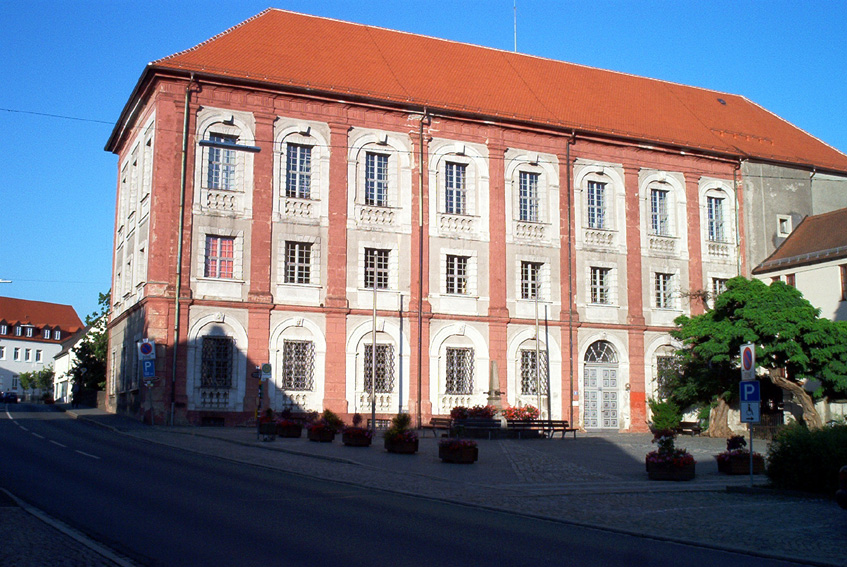
Neues Schloss (el palau nou)

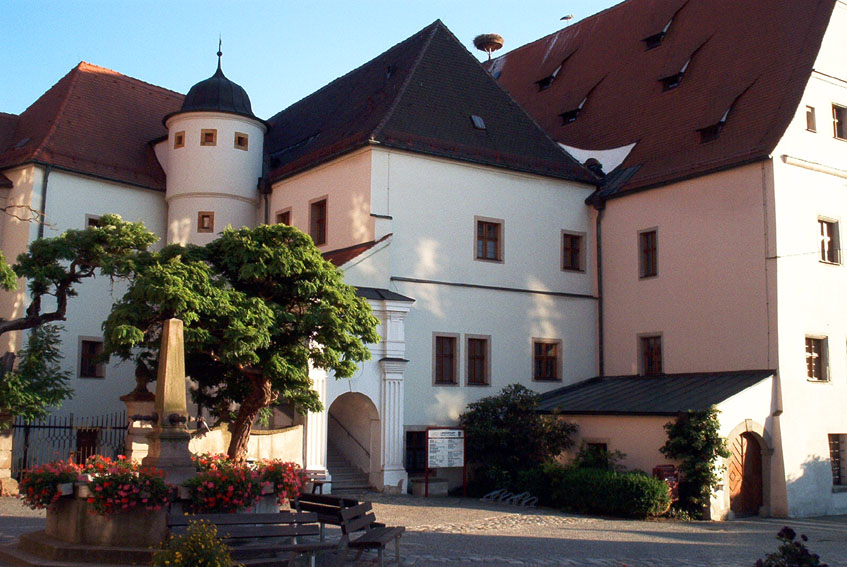
Altes Schloss (el palau vell)

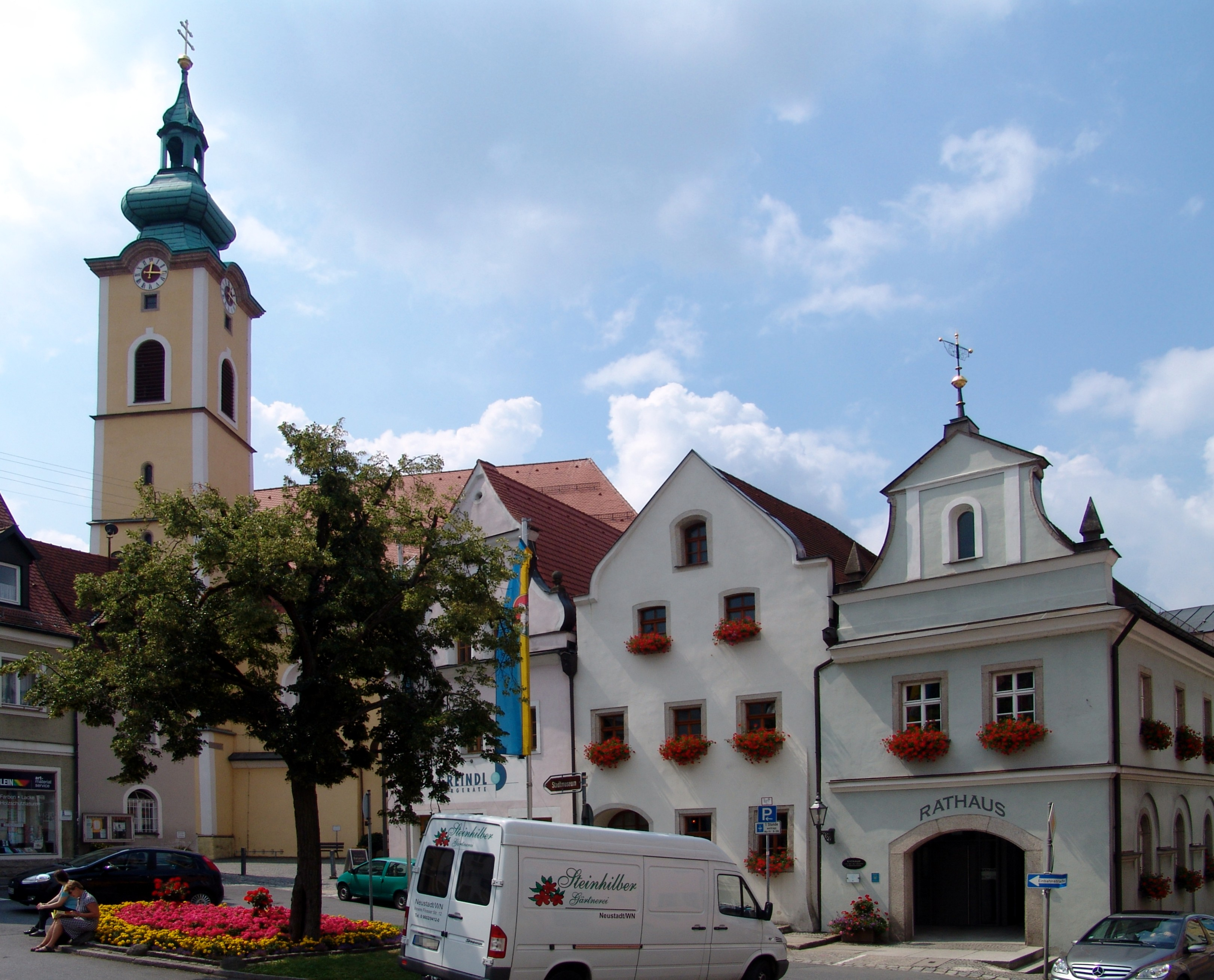
L'església del Sant Jordi i l'ajuntament

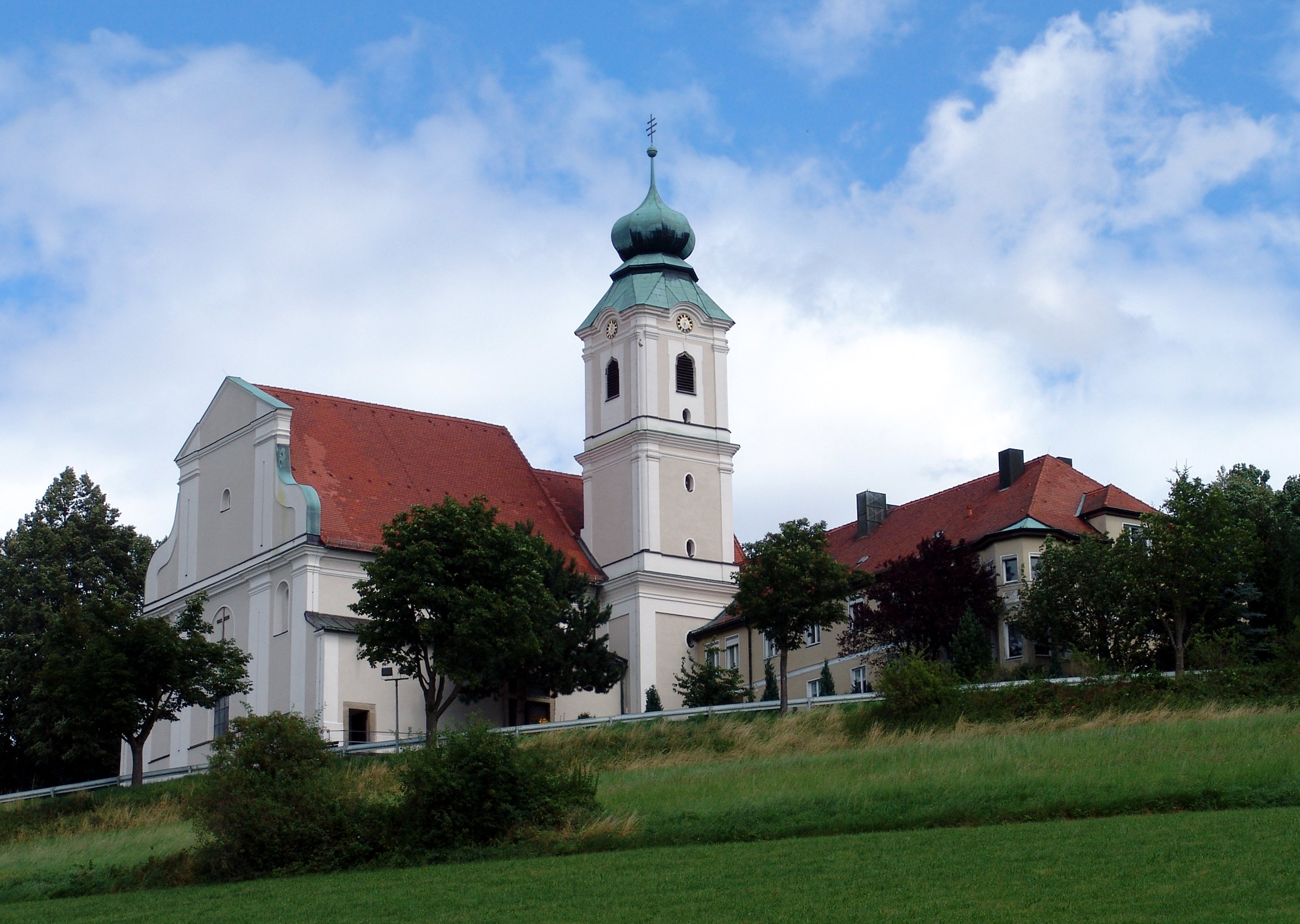
L'església del Sant Fèlix

- Altes Schloss (el palau vell) i Neues Schloss (el palau nou; construït entre 1698 i 1720) del llinatge de Lobkowitz
- Barockgarten: Jardí dels palaus
- Església del Sant Jordi (construït cap a l'any 1689)
- Església del Sant Fèlix de Cantalicio
- Stadthalle (Sala de la ciutat): Es va inaugurar a Juny de l'any 1999 i des d'aleshores conté l'escola de música, la biblioteca, un restaurant amb terrassa i dues sales (que es poden ajuntar) de festes i cerimònies.

### Cuina
- Com a tradició s'ofereix el Dotsch (un plat que consisteix majorment en una massa espessa de patates que s'aixafa i es fregeix a la planxa fins que tingui un color marró) a totes les festes i fira com ara a la Kirchweih (consagració de l'església) o al Bürgerfest (festa major, literalment "festa dels ciutadans").

### Altres associacions
Vegeu també: Associacions d'esports i de tradicions
Altres associacions (a més de les anteriorment esmentades):
- Schachvereinigung SV Neustadt-Altenstadt e.V.: Associació d'escacs
- Trachtenverein: Associació de vestits tradicionals (Tracht)

## Educació

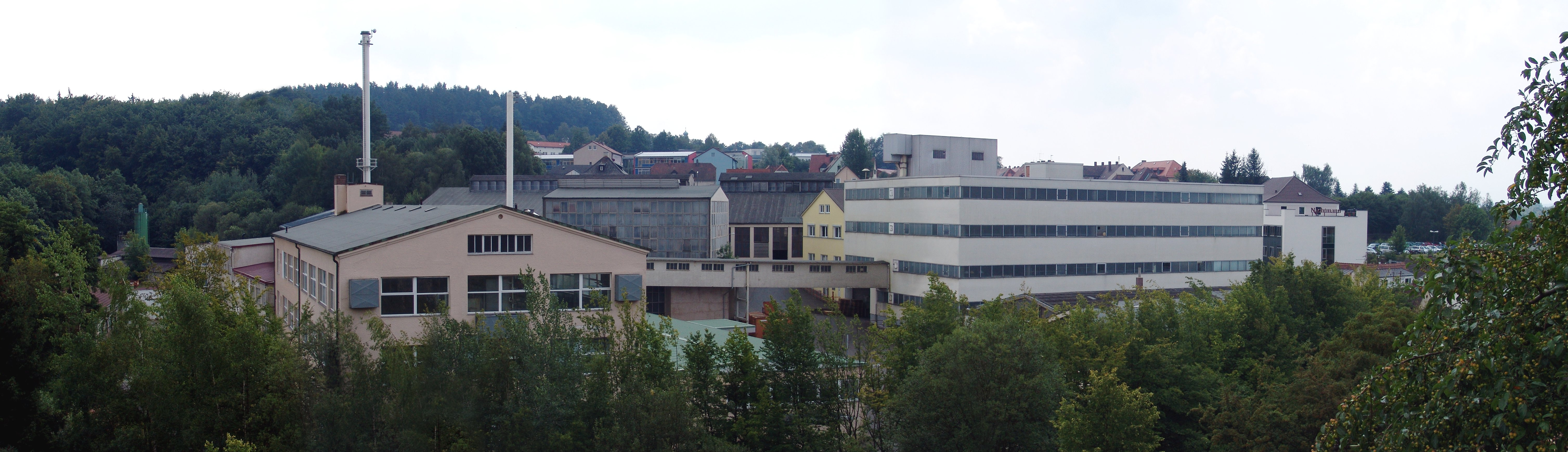
Fàbrica de l'empresa Nachtmann

Neustadt és el centre d'educació del districte. A les escoles estatals (menys les d'educació infantil que a Alemanya formen una categoria diferent) de la ciutat es van ensenyar 2393 alumnes en total l'any escolar 2008/2009.
Educació infantil:
- Kindertagesstätte St. Josef
- Kindergarten St. Martin

Escoles estatals:
- Grundschule Neustadt: Educació primària, 319 alumnes
- Hauptschule Neustadt: Educació secundària, 206 alumnes
- Lobkowitz-Realschule: Educació secundària, 562 alumnes
- Gymnasium Neustadt: Educació secundària, 595 alumnes
- Sonderpädagogisches Förderzentrum St.-Felix-Schule: 164 alumnes
- Berufliches Schulzentrum amb les tres Berufsfachschulen (371 alumnes) i una Berufsschule (176 alumnes)

Escoles privades:
- Institut für Kunst und Design

## Infraestructures
Hi passen les carreteres Autobahn A93, Bundesstraße B 15 i Bundesstraße B 22.
Durant molt de temps només hi havia una estació per a les ciutats Neustadt i la seva ciutat veïna Altenstadt que estava situada a Neustadt a prop de la seva frontera amb Altenstadt. Estava connectada amb les línies Múnic/Ratisbona-Hof i Weiden/Neustadt-Eslarn que es va tancar a poc a poc. L'últim tram es va tancar als anys 1992 (tràfic de persones) i 1995 (tràfic de càrrega) i només va quedar la línia Múnic/Ratisbona-Hof. Uns anys després va sorgir la idea d'estendre la línia Nürnberg-Weiden fins a Neustadt, ja que de tota manera els trens estaven aturats a Weiden durant bastant de temps fins que podien tornar a Nürnberg. En aquest moment també es va tancar l'estació vella de Neustadt que era un edifici massa gran i estava en mal estat. Es va substituir per una parada molt petita, però moderna de Neustadt i una altra d'Altenstadt. La de Neustadt està situada al final de l'últim tram de la línia Weiden-Eslarn (la resta ja s'havia convertit en un carril de bicicletes), més al centre de la ciutat que l'estació vella, i és la parada final de la línia a Nürnberg. La parada Altenstadt es va construir entre l'estació vella de Neustadt i l'estació de Weiden i, per tant, està connectada amb ambdues línies (Munic/Ratisbona-Hof i Nuremberg-Neustadt).

## Personatges importants

### Ciutatans d'honor
| Data d'atorgació       | Persona                   | Descripció                                            |
| ---------------------- | ------------------------- | ----------------------------------------------------- |
| 12 de juliol de 1853   | Freiherr von Lichtenstern | Oberstleutnant (grau militar, tinent coronel) i jutge |
| 1881                   | Josef Greiner             |                                                       |
| 1890                   | Johann Zrenner            |                                                       |
| 30 d'agost de 1900     | Pfr. Daubenmerkl          |                                                       |
| 1 d'octubre de 1906    | Eduard Geiger             |                                                       |
| 26 de setembre de 1929 | Zacharias Frank           | Geheimrat i propietari d'una fàbrica, Neustadt        |
| 21 de juny de 1927     | Adelgundis Benker         |                                                       |
| 18 de desembre de 1928 | Josef Hauer               |                                                       |
| 19 de juny de 1933     | Georg Knorr               | Batlle de Múnic                                       |
| 19 de abril de 1958    | Dr. Josef Ulrich          | President del govern de l'Alt Palatinat, Ratisbona    |
| 19 de juny de 1962     | Pfr. Max Vetter           |                                                       |
| 23 de gener de 1968    | Anton Frank               | Economista i propietari d'una fàbrica, Neustadt       |
| 24 d'octubre de 1968   | Christian Kreuzer         | Landrat (dirigent del districte) de Neustadt          |
| 3 de maig de 1983      | Heinrich Ascherl          | Director de la caixa d'estalvis i cronista, Neustadt  |
| 3 de desembre de 1990  | Anton Binner              | Landrat (dirigent del districte) de Neustadt          |

### Altres fills importants de la ciutat
- Johann Leonhard Mayer (1672 – 1741)
- Thaddäus Rabusky (9 de maig de 1776 – 15 de juny de 1862)
- Oswald Hafner (1806 – 28 d'agost de 1882)
- Franz Gleißner (6 d'abril de 1761 a Neustadt – 14 de setembre de 1818 a Múnic)
- Joseph Piehler (25 de novembre de 1883 a Wernberg – 27 de novembre de 1947 a Neustadt)